# 陳桂棟
陳桂棟（？年—1643年），字大椿，四川鄰水縣人，明末政治人物。
崇禎三年（1630年）庚午科舉人，歷任直隸大名府內黃縣知縣、南直隸徐州知州，闖賊李自成攻徐州，積極防禦後解圍，論功陞陝西臨洮府知府，北京陷落，賊再來攻城，被執死，或言負官印墜城自盡。錢謙益爲其作死事狀。清乾隆三年奉文崇祀忠義。乾隆四十一年賜諡節愍。